# Masacre chiíta de Zaria de 2015
Masacre chiita de Zaria de 2015  o Muerte de los chiitas de Nigeria por militares nigerianos en año 2015, es un suceso que ocurrió en 12 de diciembre de 2015 y fuerzas militares nigerianas acabaron con la vida de varios musulmanes chiíes en Zaria.
En este ataque fue destruido el Huseyniya Baqiyatullah, y Al mismo tiempo advirtió que entre las víctimas mortales se hallan el hijo, la esposa de Ibrahim Zakzaky y unas de las personas como el médico de Al-Zakzaky y su asistente.
Según Associated Press, el 15 de diciembre, activistas de derechos humanos acusaron a militares de Nigeria de matar a cientos y cientos, tal vez hasta 1000. Las autoridades de gran parte del mundo frente a las masacres ejecutadas contra la comunidad Chiita de Nigeria. Chidi Odinkalu de la Comisión de Derechos Humanos de Nigeria calificó los ataques como "una masacre".

## Acontecimiento
El domingo 12 de diciembre las fuerzas militares llevaron a cabo un ataque, calificado como brutal contra la residencia del Líder de la comunidad chiita de Nigeria, matando a cientos de personas, incluyendo en ellos al hijo del Sheij Ibrahim Zakzaky, quien a su vez fue herido, detenido y trasladado a una prisión custodiada por efectivos del Ejército.
Sobre la cifra de los muertos en estos incidentes hay divergencias; mientras algunos medios locales hablan de decenas de muertos, varios testigos aseguran que existen cientos de cadáveres en manos del Ejército de Nigeria.
Algunas dicen la causa de este ataque es por las fiestas en la peregrinación de Arbain y otros programas islámicas. y el ejército de Nigeria cree que estas programas son peligrosos para el país Nigeria. Aunque el ejército de Nigeria afirmó que la causa es por las manifiestas contra el ejército de Nigeria. Pero el Movimiento Islámico lo ha desechado estos dichos.

## Reacciones nacionales e internacionales
Hasan Rohani el presidente de Irán señaló la necesidad de “crear un grupo de investigación que encuentre la verdad sobre este ataque esperando que el gobierno de Nigeria se preocupe de las víctimas… el mundo musulmán, más que nunca, necesita paz y que los problemas se resuelvan de forma pacífica. Hoy en día existen grupos que buscan dividir y suscitar conflictos entre los musulmanes en los países islámicos. Ante ello, todos tenemos que mantener los valores del Islam y la unidad de los musulmanes. Nuestro país está en disposición de proporcionar cualquier tipo de asistencia, en particular el envío de equipos médicos para el tratamiento de las víctimas”.
Asimismo varios jurisconsultos religiosos iraníes, entre ellos el ayatolá Lotfolá Safi Golpayegani, el ayatolá Husein Nuri Hamedani y el ayatolá Mohamad Ali Alavi Gorgani, además de condenar la matanza de los musulmanes chiíes en el país africano, han reprochado el silencio de la comunidad internacional a este respecto.
En dicha misiva, Lariyani, el presidente de la Cámara de Irán, ha lamentado lo sucedido, además de solicitar que se investiguen de forma urgente los hechos, se castigue a los autores de los mismos y se libere a Al-Zakzaky.
Los iraníes se han manifestado este martes, frente a la embajada de Nigeria en Teherán, capital de Irán, en rechazo por la matanza de chiíes nigerianos, una marcha en la que han participado diferentes sectores de la sociedad.
Según la agencia de noticias Sahara Reportes, con sede en Nueva York (EE. UU.), citando al hijo del clérigo nigeriano: “Estamos preocupados (de que Al-Zakzaky tal vez no siga vivo). Queremos un médico para hablar con él, en quien podamos confiar”.
También Varios países y movimientos islámicos han condenado el ataque de militares nigerianos contra musulmanes chiíes, entre ellos, el Movimiento de Resistencia Islámica de El Líbano (Hezbolá) solicitó el jueves el inicio de investigaciones detalladas y claras para conocer las causas y castigar a los responsables.